# Biak Muli
Biak Muli is een bestuurslaag in het regentschap Aceh Tenggara van de provincie Atjeh, Indonesië. Biak Muli telt 825 inwoners (volkstelling 2010).